# Курачево
Курачево (баш. Ҡурас) — деревня в Балтачевском районе Республики Башкортостан Российской Федерации. Входит в состав Кундашлинского сельсовета.

## География

### Географическое положение
Расстояние до:
- районного центра (Старобалтачёво): 33 км,
- центра сельсовета (Кундашлы): 8 км,
- ближайшей ж/д станции (Куеда): 98 км.

## Население
| 2002 | 2009 | 2010 |
| ---- | ---- | ---- |
| 246  | ↘235 | ↘226 |

Согласно переписи 2002 года, преобладающая национальность — русские (97 %).

## Религия
В деревне есть православная церковь Иоанна Предтечи.

## Известные уроженцы
- Мурзин, Михаил Васильевич (1938—2011) — театральный художник-постановщик, сценограф, член Волгоградского отделения Союза художников СССР.